# 1915 en architecture
| Années de l'architecture : 1912 - 1913 - 1914 - 1915 - 1916 - 1917 - 1918    |
| Décennies de l'architecture : 1880 - 1890 - 1900 - 1910 - 1920 - 1930 - 1940 |

Cet article présente les faits marquants de l'année 1915 en architecture.

## Réalisations
- Maison d'Edward Hamlin Everett par George Oakley Totten Jr. à Washington aux États-Unis.
- Église Saint-Michel-Archange à Samara en Russie.
- Marché central de Tarragone par Josep Maria Jujol
- Hôtel de ville de San Francisco
- villa Sirotkine à Nijni Novgorod par Viktor Vesnine

## Événements
- x

## Récompenses
- Royal God Metal : Frank Darling.

## Naissances
- 2 juillet : Jacques Henri-Labourdette (1915-2003)
- 3 avril : Arthur-Georges Héaume (1915-1996)
- 23 août : Paul Schneider-Esleben (1915-2005)
- 31 octobre : Henri Prouvé (1915-2012)
- 26 novembre : Roger Le Flanchec (1915-1986)
- Piotr Arechev (1915-1976)

## Décès
- 28 février : Anatole de Baudot (° 14 octobre 1834).
- 27 avril : Karl König (° 3 décembre 1841).
- 2 mai : Charles Baron (° 16 janvier 1836).
- 9 juin : William Robert Ware (° 27 mai 1832).
- 12 décembre : William Henry Lynn (° 27 décembre 1829).
- Georges Guyon (° 1850).